# M+
M+ is een Zweeds muziekduo, bestaande uit de meisjes Maria Chabo en Maria Josefson uit Norrköping. 
Het duo vertegenwoordigde Zweden op het Junior Eurovisiesongfestival 2005 met het liedje Gränslös Kärlek wat "grenzeloze liefde" betekent. Ze eindigden 15e met 22 punten.